# Ștefan Pășcuț
Ștefan Pășcuț (n. 3 iunie 1956) este un fost deputat român în legislatura 2000-2004, ales în județul Hunedoara pe listele partidului PRM. Ștefan Pășcuț a fost validat pe data de 6 februarie 2001, când l-a înlocuit pe deputatul Costel Avram. Ștefan Pășcuț a fost membru în grupurile parlamentare de prietenie cu Australia și Republica Islamică Iran. 

## Legături externe
- Ștefan Pășcuț Arhivat în 6 august 2020, la Wayback Machine. la cdep.ro